# Final del Campeonato Mundial de Balonmano Masculino de 2013

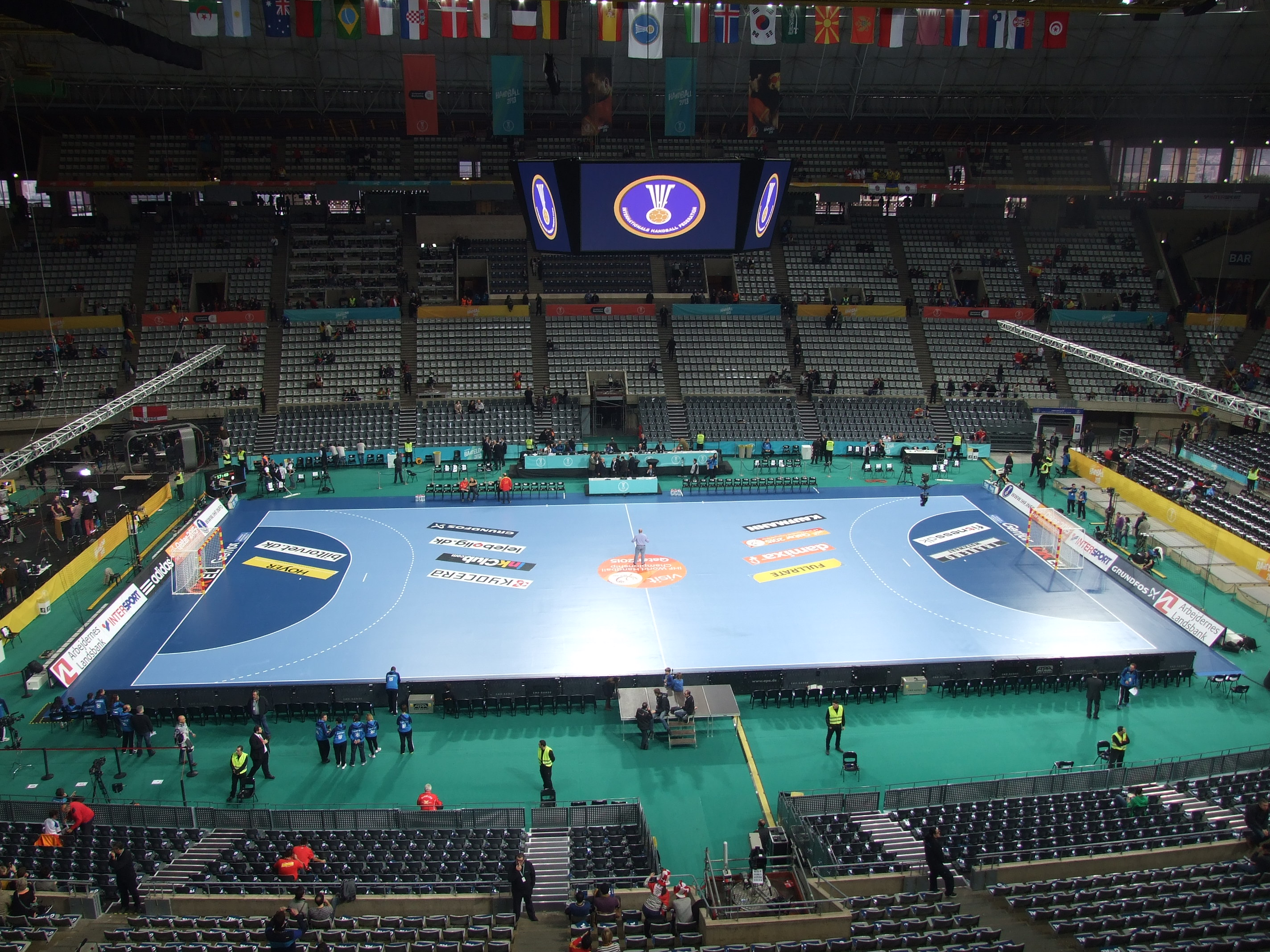
Interior del Palau San Jordi antes de la final

La final del XXIII Campeonato Mundial de Balonmano Masculino enfrentó a la selección de España contra la selección de Dinamarca, la primera favorita por su condición de anfitriona y la segunda por su impecable historial de las últimas temporadas: campeona del Europeo de 2012 y subcampeona del Mundial anterior. El partido se realizó el domingo 27 de enero de 2013 en el Palau Sant Jordi de la capital catalana, con el pitido de inicio a las 17:15 a cargo de los árbitros eslovenos Nenad Krstič y Peter Ljubič
El equipo español conquistó su segundo título mundial, tras el obtenido en Túnez 2005, al derrotar en la final a la selección danesa con un contundente 35-19, resultado que es, además, el más abultado en la historia de todas las finales del Mundial.
El partido fue visto por unos 14.000 aficionados en el pabellón y seguido por 3.464.000 espectadores a través de la emisión de TVE. En el estadio se contó con la presencia del príncipe Felipe de Asturias y la princesa heredera María Isabel de Dinamarca.
La espectacular actuación española en la final fue nombrada por los medios de comunicación como «obra maestra», «palizón de oro», «vendaval español», «final soñada», entre otros titulares.

## Sede
| Grupo | Ciudad    | Instalación      | Capacidad | Foto |
| ----- | --------- | ---------------- | --------- | ---- |
| Final | Barcelona | Palau Sant Jordi | 16.500    |      |

## Equipos
Los dieciséis jugadores (más el seleccionador nacional) que conformaron cada uno de los dos equipos se encuentran ordenadas a continuación de acuerdo al número de su camiseta:
| Dorsal | Nombre             | Posición          |
| ------ | ------------------ | ----------------- |
| 1      | Niklas Landin      | Portero           |
| 6      | Casper Mortensen   | Extremo izquierdo |
| 7      | Anders Eggert      | Extremo izquierdo |
| 10     | Nikolaj Markussen  | Lateral izquierdo |
| 11     | Rasmus Lauge       | Central           |
| 13     | Bo Spellerberg     | Central           |
| 15     | Jesper Nøddesbo    | Pivote            |
| 16     | Jannick Green      | Portero           |
| 17     | Lasse Svan Hansen  | Extremo derecho   |
| 18     | Hans Lindberg      | Extremo derecho   |
| 19     | René Toft Hansen   | Pivote            |
| 21     | Henrik Møllgaard   | Lateral izquierdo |
| 22     | Kasper Søndergaard | Lateral derecho   |
| 23     | Henrik Toft Hansen | Pivote            |
| 24     | Mikkel Hansen      | Lateral izquierdo |
| 26     | Kasper Nielsen     | Lateral izquierdo |
| –      | Ulrik Wilbek       | Seleccionador     |

| Dorsal | Nombre             | Posición          |
| ------ | ------------------ | ----------------- |
| 2      | Alberto Entrerríos | Lateral izquierdo |
| 4      | Albert Rocas       | Extremo derecho   |
| 5      | Jorge Maqueda      | Lateral derecho   |
| 8      | Víctor Tomás       | Extremo derecho   |
| 11     | Daniel Sarmiento   | Central           |
| 12     | José Manuel Sierra | Portero           |
| 13     | Julen Aguinagalde  | Pivote            |
| 16     | Arpad Šterbik      | Portero           |
| 21     | Joan Cañellas      | Central           |
| 22     | Ángel Montoro      | Lateral derecho   |
| 24     | Viran Morros       | Lateral izquierdo |
| 25     | Carlos Ruesga      | Central           |
| 26     | Antonio García     | Lateral izquierdo |
| 28     | Valero Rivera      | Extremo izquierdo |
| 29     | Aitor Ariño        | Extremo izquierdo |
| 30     | Gedeón Guardiola   | Pivote            |
| –      | Valero Rivera      | Seleccionador     |

## Participación
- Todos los partidos en la hora local de España (UTC+1).

### Dinamarca
Fase preliminar (grupo B)
| Equipo              | J | G | E | P | GF  | GC  | DG  | PTS |
| ------------------- | - | - | - | - | --- | --- | --- | --- |
| Dinamarca           | 5 | 5 | 0 | 0 | 184 | 136 | +48 | 10  |
| Rusia               | 5 | 3 | 1 | 1 | 151 | 131 | +20 | 7   |
| Islandia            | 5 | 3 | 0 | 2 | 153 | 136 | +17 | 6   |
| Macedonia del Norte | 5 | 2 | 1 | 2 | 142 | 143 | -1  | 5   |
| Catar               | 5 | 1 | 0 | 4 | 139 | 166 | -27 | 2   |
| Chile               | 5 | 0 | 0 | 5 | 121 | 178 | -57 | 0   |

| Fecha | Hora  | Partido¹  | Partido¹ | Partido¹            | Resultado |
| ----- | ----- | --------- | -------- | ------------------- | --------- |
| 12.01 | 20:15 | Dinamarca | -        | Catar               | 41-27     |
| 13.01 | 20:15 | Rusia     | -        | Dinamarca           | 27-31     |
| 15.01 | 20:15 | Dinamarca | -        | Chile               | 43-24     |
| 16.01 | 20:15 | Islandia  | -        | Dinamarca           | 28-36     |
| 18.01 | 20:15 | Dinamarca | -        | Macedonia del Norte | 33-30     |

- (¹) – Todos en Sevilla.

Octavos de final
| Fecha | Hora  | Partido¹  | Partido¹ | Partido¹ | Resultado |
| ----- | ----- | --------- | -------- | -------- | --------- |
| 20.01 | 20:15 | Dinamarca | -        | Túnez    | 30-23     |

- (¹) – En Zaragoza.

Cuartos de final
| Fecha | Hora  | Partido¹  | Partido¹ | Partido¹ | Resultado |
| ----- | ----- | --------- | -------- | -------- | --------- |
| 23.01 | 20:45 | Dinamarca | -        | Hungría  | 28-26     |

- (¹) – En Barcelona.

Semifinales
| Fecha | Hora  | Partido¹  | Partido¹ | Partido¹ | Resultado |
| ----- | ----- | --------- | -------- | -------- | --------- |
| 25.01 | 21:30 | Dinamarca | -        | Croacia  | 30-24     |

- (¹) – En Barcelona.

### España
Fase preliminar (grupo D)
| Equipo    | J | G | E | P | GF  | GC  | DG   | PTS |
| --------- | - | - | - | - | --- | --- | ---- | --- |
| Croacia   | 5 | 5 | 0 | 0 | 148 | 99  | +49  | 10  |
| España    | 5 | 4 | 0 | 1 | 160 | 98  | +62  | 8   |
| Hungría   | 5 | 3 | 0 | 2 | 147 | 120 | +27  | 6   |
| Egipto    | 5 | 1 | 1 | 3 | 130 | 123 | +7   | 3   |
| Argelia   | 5 | 1 | 1 | 3 | 123 | 126 | -3   | 3   |
| Australia | 5 | 0 | 0 | 5 | 66  | 208 | -142 | 0   |

| Fecha | Hora  | Partido¹ | Partido¹ | Partido¹  | Resultado |
| ----- | ----- | -------- | -------- | --------- | --------- |
| 11.01 | 19:00 | España   | -        | Argelia   | 27-14     |
| 14.01 | 19:00 | Egipto   | -        | España    | 24-29     |
| 15.01 | 19:00 | España   | -        | Australia | 51-11     |
| 17.01 | 19:00 | Hungría  | -        | España    | 22-28     |
| 19.01 | 19:00 | España   | -        | Croacia   | 25-27     |

- (¹) – Todos en Madrid.

Octavos de final
| Fecha | Hora  | Partido¹ | Partido¹ | Partido¹ | Resultado |
| ----- | ----- | -------- | -------- | -------- | --------- |
| 21.01 | 19:00 | Serbia   | -        | España   | 20-31     |

- (¹) – En Zaragoza.

Cuartos de final
| Fecha | Hora  | Partido¹ | Partido¹ | Partido¹ | Resultado |
| ----- | ----- | -------- | -------- | -------- | --------- |
| 23.01 | 19:00 | España   | -        | Alemania | 28-24     |

- (¹) – En Zaragoza.

Semifinales
| Fecha | Hora  | Partido¹ | Partido¹ | Partido¹  | Resultado |
| ----- | ----- | -------- | -------- | --------- | --------- |
| 25.01 | 19:15 | España   | -        | Eslovenia | 26-22     |

- (¹) – En Barcelona.

## Desarrollo

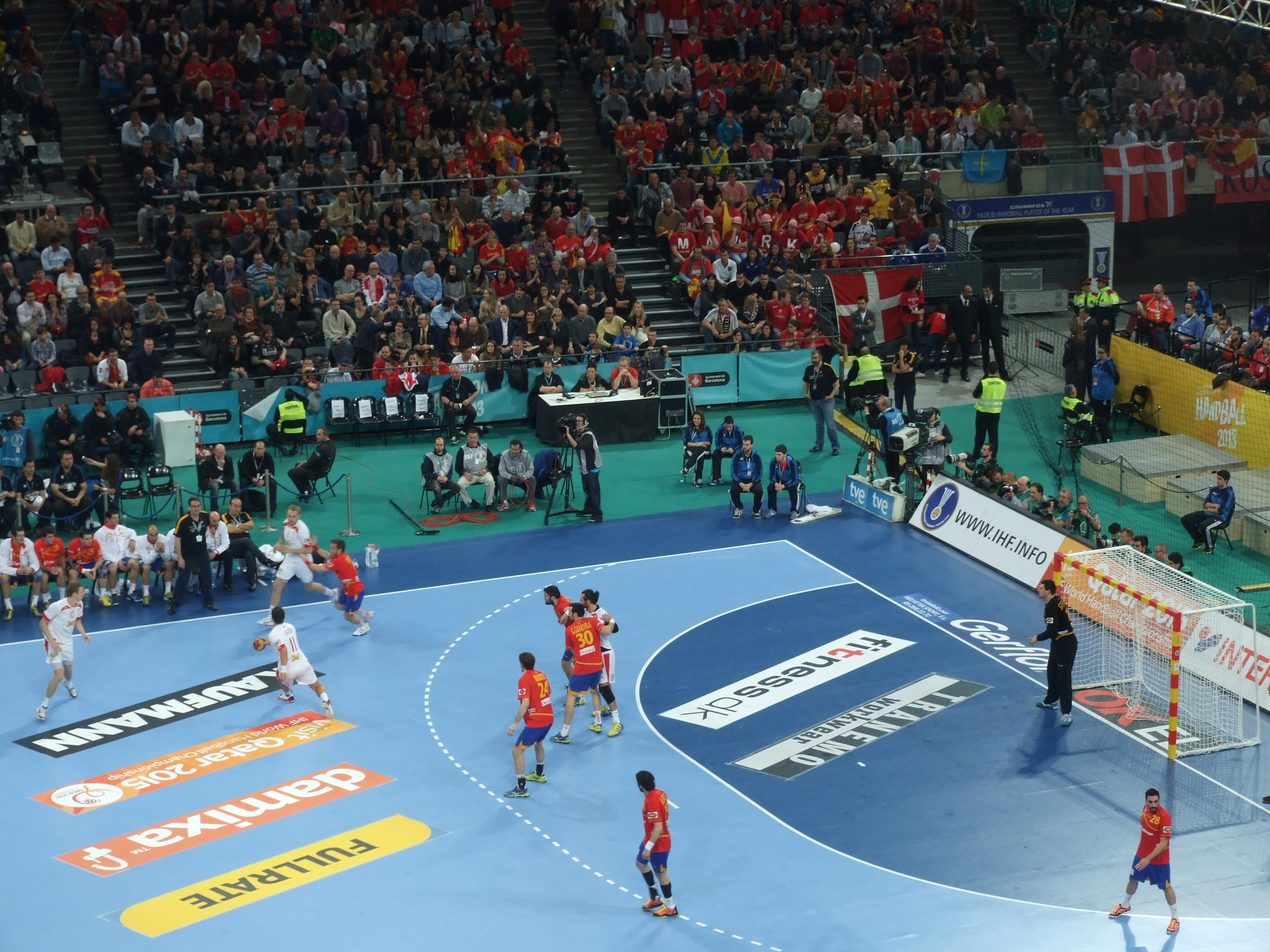
Final del Campeonato Mundial de Balonmano Masculino de 2013

- Partido jugado en la hora local de España (UTC+1).

Final
| Fecha | Hora  | Partido¹ | Partido¹ | Partido¹  | Resultado | EDP | GPG | JAJ |
| ----- | ----- | -------- | -------- | --------- | --------- | --- | --- | --- |
| 27.01 | 17:15 | España   | -        | Dinamarca | 35-19     | ver | ver | ver |

- (¹) – En Barcelona.

1. ↑  Estadísticas del partido.
2. ↑  Gol por gol.
3. ↑  Jugada a jugada.

## Estadísticas

### Jugadores
Dinamarca (fuente: )
|        |                    | Lanzamientos | Lanzamientos | Lanzamientos | Lanzamientos | Lanzamientos | Ataque | Ataque | Defensa | Defensa | Sanciones | Sanciones | Sanciones |       |
| Dorsal | Nombre             | G/L          | %            | 7 m          | CAA          | PEN          | AS     | PB     | REC     | BLO     | TA        | 2 min     | TR        | TJ    |
| ------ | ------------------ | ------------ | ------------ | ------------ | ------------ | ------------ | ------ | ------ | ------- | ------- | --------- | --------- | --------- | ----- |
| 1      | Niklas Landin (P)  | –            | –            | –            | –            | –            | –      | –      | 1       | –       | –         | –         | –         | 24:32 |
| 6      | Casper Mortensen   | 0/2          | 0            |              |              |              | 1      | 1      | 1       |         |           |           |           | 16:20 |
| 7      | Anders Eggert      | 3/5          | 60           | 2/2          | –            | –            | –      | –      | –       | –       | –         | –         | –         | 31:34 |
| 10     | Nikolaj Markussen  | 2/7          | 28           | –            | –            | 0/1          | 1      | 2      | –       | –       | 1         | –         | –         | 11:03 |
| 11     | Rasmus Lauge       | 1/3          | 33           | –            | –            | 1/2          | –      | 3      | –       | –       | –         | –         | –         | 30:59 |
| 13     | Bo Spellerberg     | –            | –            | –            | –            | –            | –      | 4      | –       | –       | –         | –         | –         | 08:03 |
| 15     | Jesper Nøddesbo    | 1/4          | 25           | –            | –            | –            | –      | 2      | –       | –       | –         | –         | –         | 21:25 |
| 16     | Jannick Green (P)  | –            | –            | –            | –            | –            | –      | –      | –       | –       | –         | –         | –         | 35:28 |
| 17     | Lasse Svan Hansen  | 0/1          | 0            | –            | 0/1          | –            | –      | 1      | –       | –       | –         | –         | –         | 30:00 |
| 18     | Hans Lindberg      | 1/2          | 50           | –            | –            | –            | –      | –      | –       | –       | 1         | –         | –         | 30:00 |
| 19     | René Toft Hansen   | 0/1          | 0            | –            | –            | –            | –      | 1      | –       | –       | –         | –         | –         | 23:50 |
| 21     | Henrik Møllgaard   | 4/7          | 57           | –            | –            | –            | –      | –      | –       | –       | 1         | 1         | –         | 43:24 |
| 22     | Kasper Søndergaard | 4/9          | 44           | –            | –            | 1/2          | 1      | –      | –       | –       | –         | 1         | –         | 24:15 |
| 23     | Henrik Toft Hansen | 1/1          | 100          | –            | –            | –            | 1      | –      | 1       | –       | –         | –         | –         | 14:45 |
| 24     | Mikkel Hansen      | 2/5          | 40           | –            | 1/1          | 1/1          | 2      | 3      | 1       | –       | –         | –         | –         | 42:59 |
| 26     | Kasper Nielsen     | –            | –            | –            | –            | –            | –      | –      | –       | –       | –         | –         | –         | 31:24 |
|        | TOTAL              | 19/47        | 40           | 2/2          | 1/2          | 3/6          | 6      | 17     | 4       | –       | 3         | 2         | –         | –     |

 España (fuente: )
|        |                        | Lanzamientos | Lanzamientos | Lanzamientos | Lanzamientos | Lanzamientos | Ataque | Ataque | Defensa | Defensa | Sanciones | Sanciones | Sanciones |       |
| Dorsal | Nombre                 | G/L          | %            | 7 m          | CAA          | PEN          | AS     | PB     | REC     | BLO     | TA        | 2 min     | TR        | TJ    |
| ------ | ---------------------- | ------------ | ------------ | ------------ | ------------ | ------------ | ------ | ------ | ------- | ------- | --------- | --------- | --------- | ----- |
| 2      | Alberto Entrerríos     | 3/5          | 60           | –            | 1/1          | 1/1          | 4      | 2      | 2       | –       | –         | –         | –         | 27:25 |
| 4      | Albert Rocas           | 0/1          | 0            | –            | –            | –            | –      | 1      | –       | –       | –         | –         | –         | 26:04 |
| 5      | Jorge Maqueda          | 5/7          | 71           | –            | 1/1          | 0/1          | 4      | 3      | 2       | –       | 1         | 1         | –         | 47:43 |
| 8      | Víctor Tomás           | 1/2          | 50           | –            | 1/1          | –            | 2      | –      | 1       | –       | –         | –         | –         | 33:56 |
| 11     | Daniel Sarmiento       | 1/1          | 100          | –            | –            | 1/1          | –      | –      | –       | –       | –         | –         | –         | 07:13 |
| 12     | José Manuel Sierra (P) | –            | –            | –            | –            | –            | –      | –      | –       | –       | –         | –         | –         | 06:20 |
| 13     | Julen Aguinagalde      | 5/7          | 71           | –            | –            | –            | 1      | 1      | –       | –       | –         | –         | –         | 26:57 |
| 16     | Arpad Šterbik (P)      | –            | –            | –            | –            | –            | 1      | –      | –       | –       | –         | –         | –         | 53:40 |
| 21     | Joan Cañellas          | 7/8          | 87           | 1/1          | –            | 2/3          | 1      | –      | 1       | –       | 1         | –         | –         | 30:52 |
| 22     | Ángel Montoro          | 2/3          | 66           | –            | –            | –            | –      | 2      | –       | –       | –         | –         | –         | 13:42 |
| 24     | Viran Morros           | 1/1          | 100          | –            | 1/1          | –            | –      | –      | –       | 2       | –         | –         | –         | 25:23 |
| 25     | Carlos Ruesga          | 0/3          | 0            | –            | –            | –            | –      | –      | –       | –       | –         | –         | –         | 07:02 |
| 26     | Antonio García         | 2/4          | 50           | –            | –            | 0/1          | 1      | 1      | –       | –       | –         | 1         | –         | 26:16 |
| 28     | Valero Rivera          | 6/9          | 66           | –            | 1/2          | –            | –      | –      | 1       | –       | –         | –         | –         | 52:55 |
| 29     | Aitor Ariño            | –            | –            | –            | –            | –            | –      | –      | –       | –       | –         | 1         | –         | 08:11 |
| 30     | Gedeón Guardiola       | 2/3          | 66           | –            | 2/3          | –            | –      | –      | 1       | 2       | 1         | –         | –         | 24:09 |
|        | TOTAL                  | 35/54        | 64           | 1/1          | 7/9          | 4/7          | 14     | 10     | 8       | 4       | 3         | 3         | –         | –     |

| G/L – Goles/lanzamientos | % – Eficiencia          | 7 m – Lanzamientos de 7 m | CAA – Contraataques  |
| PEN – Penetraciones      | AS – Asistencias        | PB – Pérdidas de balón    | REC – Recuperaciones |
| BLO – Blocajes           | TA – Tarjetas amarillas | TR – Tarjetas rojas       | TJ – Tiempo jugado   |

### Porteros
Dinamarca (fuente: )
| Dorsal | Nombre        | P/T   | %  | 7 m | % | TJ    |
| ------ | ------------- | ----- | -- | --- | - | ----- |
| 1      | Niklas Landin | 6/23  | 26 | –   | – | 24:32 |
| 16     | Jannick Green | 10/28 | 35 | 0/1 | 0 | 35:28 |
|        | TOTAL         | 16/51 | 31 | 0/1 | 0 | –     |

 España (fuente: )
| Dorsal | Nombre             | P/T   | %  | 7 m | % | TJ    |
| ------ | ------------------ | ----- | -- | --- | - | ----- |
| 12     | José Manuel Sierra | 2/5   | 40 | 0/1 | 0 | 06:20 |
| 16     | Arpad Šterbik      | 12/28 | 42 | 0/1 | 0 | 53:40 |
|        | TOTAL              | 14/33 | 42 | 0/2 | 0 | –     |

| P/T – Paradas/tiros lanzados | % – Eficiencia | 7 m – Paradas de 7 m | TJ – Tiempo jugado |

## Reacción mediática

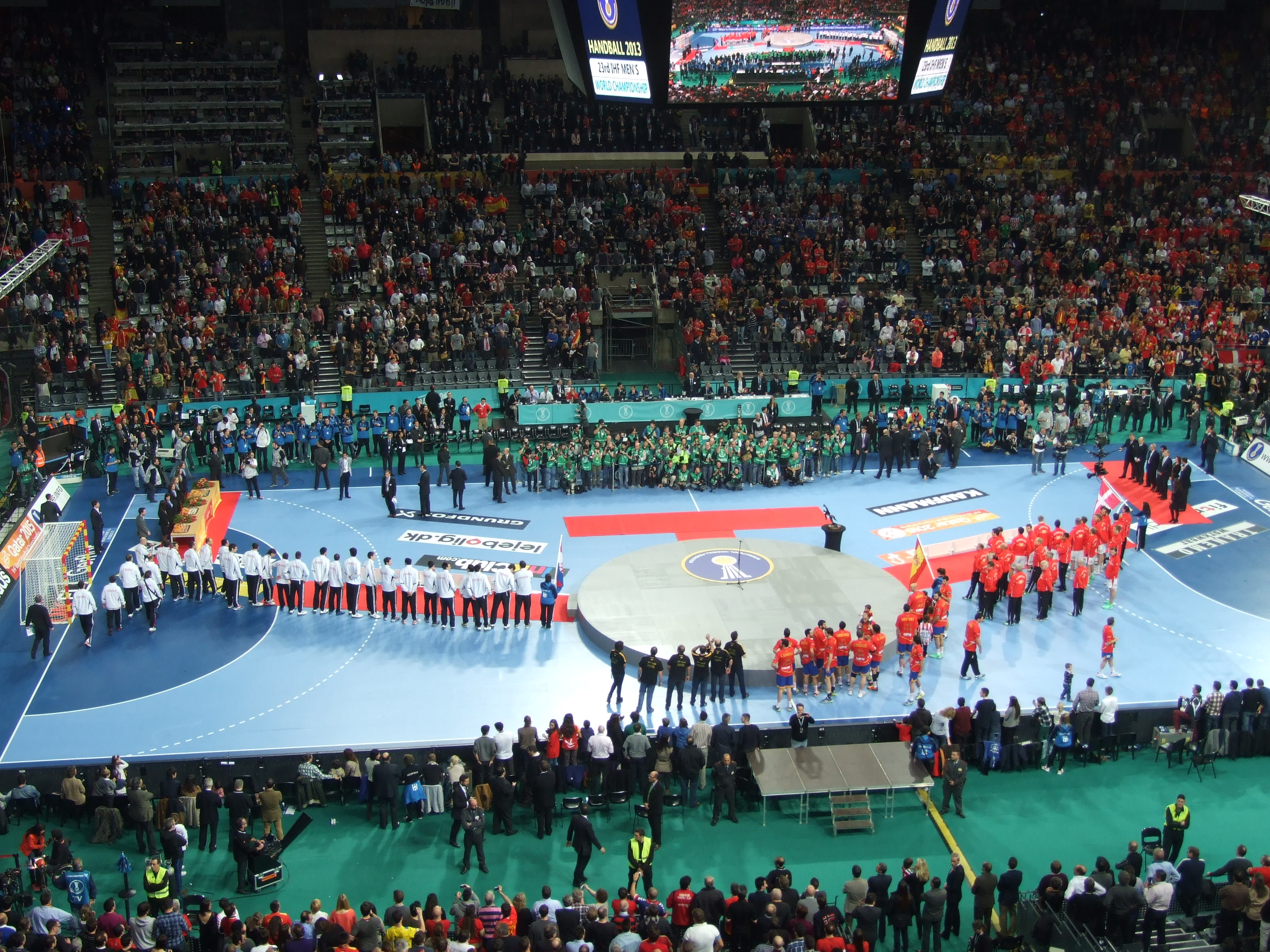
Entrega de medallas Campeonato del Mundo de balonmano 2013

Prensa nacional (ver álbum de fotos)
- España
  - «España anula a Dinamarca y se baña en oro» – ABC
  - «España, campeona tras barrer a Dinamarca en una final histórica» – As
  - «¡Así se gana un Mundial!» – El Mundo
  - «La España feliz» – El País
  - «Espanya, campiona del món d'handbol després d'imposar-se a Dinamarca» (España, campeona del mundo de balonmano después de imponerse a Dinamarca) – El Punt Avui
  - «España ya tiene su segunda estrella» – La Crónica de León
  - «El oro perfecto» – La Razón
  - «España gana el Mundial de balonmano» – La Vanguardia
  - «¡Esto es Hispania!» – Marca
  - «Oro estratosférico» – Mundo Deportivo
  - «España se proclama campeona del mundo con una paliza de escándalo» – Público
  - «España arrolla Dinamarca para lograr su segundo Mundial» – Sport
  - «España se proclama campeona del Mundo de balonmano tras destrozar en la final a Dinamarca» – 20 minutos

Presa internacional
- Alemania
  - «Spanien gewinnt die Heim-WM» (España gana el Mundial en casa) – FAZ
  - «Weltmeister Spanien macht Titelträume wahr» (La campeona del Mundo España hace realidad los sueños por el título) – Kicker
  - «Rekordsieg im Finale – Spanien ist Weltmeister» (Victoria de récord en la final – España es campeona del Mundo) – Die Welt
- Argentina
  - «España se consagró campeón mundial de Handball por 2ª vez» – Diario Uno
  - «España festejó ante su gente el título de handball» – El Día
- Brasil
  - «Espanha atropela Dinamarca e fatura bicampeonato mundial de handebol» (enlace roto disponible en Internet Archive; véase el historial, la primera versión y la última). (España arrolla a Dinamarca y consigue el bicampeonato mundial de balonmano) – O Globo
  - «Espanha conquista Mundial de handebol e dinamarqueses falam em "vergonha histórica"» (España conquista el Mundial de Balonmano y los daneses hablan de "vergüenza histórica") – Universo Online
- Catar
  - «إسبانيا تهزم الدنمارك لتحرز لقب مونديال اليد» (enlace roto disponible en Internet Archive; véase el historial, la primera versión y la última). (España venció a Dinamarca y gana el título del Campeonato del Mundo de Balonmano) – Al-Sharq
- Chile
  - «España reina en handball» – 24 horas[n 1]
- Corea del Sur
  - «스페인, 세계남자핸드볼 선수권대회 우승» (España triunfa en el Campeonato Mundial de Balonmano Masculino) – Yonhap[n 2]
- Croacia
  - «Odlična Španjolska u finalu osramotila krvnike Kauboja i postala novi svjetski prvak!» Archivado el 31 de enero de 2013 en Wayback Machine. (¡Excelente España en una final de vaqueros avergonzado y convirtiéndose en el nuevo campeón del mundo!) – Sportske novosti
  - «Španjolska demolirala Dansku 16 razlike i osvojila naslov» (España demolió a Dinamarca con 16 goles y gana el título) – Večernji list
- Dinamarca
  - «Spansk eufori: VM-triumf trumfer Messi-show» (Euforia española: el triunfo en el Mundial triunfa sobre el espectáculo de Messi) – Ekstra Bladet
  - «Danmark i historisk VM-pinlighed» (Dinamarca en vergüenza histórica en el Mundial) – Jyllands-Posten
  - «Spanien er verdensmester: Danmark lukker VM med pinlig rekord» (España es campeona: Dinamarca cierra el Mundial con récord vergonzoso) – Politiken
- Eslovenia
  - «SP v rokometu: Španci deklasirali Dance za drugi naslov prvakov» (Campeonato Mundial de Balonmano: Los españoles degradaron a los daneses por su segundo título mundial) – Delo
  - «Španci razbili neprepoznavno Dansko» (Los españoles rompieron una irreconocible Dinamarca) – Žurnal24
- Francia
  - «L'Espagne toute puissante» (España todopoderosa) – Le Figaro
  - «Le Mondial de handball sourit à l'Espagne» (El Mundial de balonmano sonrió a España) – Le Monde
  - «L'Espagne humilie le Danemark» (España humilla a Dinamarca) – L'Équipe
- Hungría
  - «A spanyolok Dániát lelépve ültek másodszor a kézitrónra» (Los españoles pisaron a los daneses y consiguieron su segunda corona) – Nemzeti Sport
- Islandia
  - «Spánn - Danmörk 35-19 | Spánverjar heimsmeistarar» (España - Dinamarca 35-19 | España Campeones del Mundo) – Dagblaðið Vísir
- Italia
  - «Pallamano: Spagna e' campione del mondo» (Balonamno: España es campeona del mundo) – Tuttosport
- Polonia
  - «Złoty medal dla Hiszpanii» (Medalla de oro para España) – Rzeczpospolita
  - «MŚ piłkarzy ręcznych. Hiszpania ze złotym medalem, Dania rozbita» (Campeonato Mundial de Balonmano. España con la medalla de oro, Dinamarca derrotada) – Sport
- Portugal
  - «Espanha cilindra Dinamarca (35-19) e é bicampeã do Mundo» (España afina a Dinamarca (35-19) y es bicampeona del Mundo) – A Bola
  - «Fúria espanhola arrasa a Dinamarca» (Furia española arrasa a Dinamarca) – Público
- República Checa
  - «Španělští házenkáři jsou podruhé v historii mistry světa» (Jugadores españoles de balonmano son campeones por segunda vez en la historia del campeonato mundial) – Česká televize[n 1]
- Rumania
  - «Spania - Danemarca: 35-19. Ibericii sunt campioni mondiali la handbal masculin» (España – Dinamarca 35-19. Los ibéricos son campeones mundiales de balonmano masculino) – Adevărul
  - «Furia roşie » Spania a spulberat Danemarca şi e noua campioană mondială la handbal!» (Furia roja » ¡España ha vencido a Dinamarca y es la nueva campeona mundial de balonmano!) – Gazeta Sporturilor
- Rusia
  - «Гандболисты Испании завоевали титул чемпионов мира» Archivado el 11 de febrero de 2013 en Wayback Machine. (En balonmano España ganó el título de campeón mundial) – La Voz de Rusia[n 3]
- Serbia
  - «Шпанија демолирала Данску и попела се на светски трон!» Archivado el 5 de mayo de 2013 en Wayback Machine. (¡España demolió a Dinamarca y subió al trono del mundo!) – Sportski žurnal
- Suecia
  - «Danmark förnedrat i VM-finalen» (Dinamarca humillada en la final del Mundial) – Svenska Dagbladet
- Túnez
  - «إسبانيا تسحق الدانمارك في نهائي بطولة العالم لكرة اليد بنتيجة 35 – 19» (España tritura a Dinamarca en la final del Mundial de Balonmano con un marcador de 35 a 19) – Pág. web tunisien.tn

1. 1 2  Cadena de televisión.
2. ↑  Agencia de información.
3. ↑  Radiodifusora.